# Masdevallia scapha
Masdevallia scapha är en orkidéart som beskrevs av Lothar Alfred Braas. Masdevallia scapha ingår i släktet Masdevallia och familjen orkidéer.
Artens utbredningsområde är Venezuela. Inga underarter finns listade i Catalogue of Life.